# اسکارلت استرالن
اسکارلت استرالن (به انگلیسی: Scarlett Strallen) (متولد ۳ ژوئیه ۱۹۸۲) بازیگر تئاتر اهل انگلستان است که بیشتر به جهت بازی در تئاترهای موزیکال در وست اند لندن و برادوی نیویورک مشهور است.
او تاکنون دو بار نامزد دریافت جایزه لارنس الیویه شده، یکبار در سال ۲۰۰۶ برای اجرای نقش ژوزفین در تئاتر دوشیزه‌ای عاشق یک دریانورد و بار دیگر هم سال ۲۰۱۲ جهت ایفای نقش در آواز در باران که در تئاتر رجنتس پارک لندن اجرا گردید.